# 牙體解剖學
牙體解剖學（英文：Dental anatomy）是一門致力於研究人類牙齒結構的解剖学，在牙醫學領域中被視為基礎知識，在此基點上進一步衍生出臨床上的治療與應用。此學科的發展與應用影響到諸多牙醫學領域，包括牙科矯正學、口腔顎面外科、耳鼻喉科學、言語病理學等，具有極大的重要性。